# Béldi Miklós

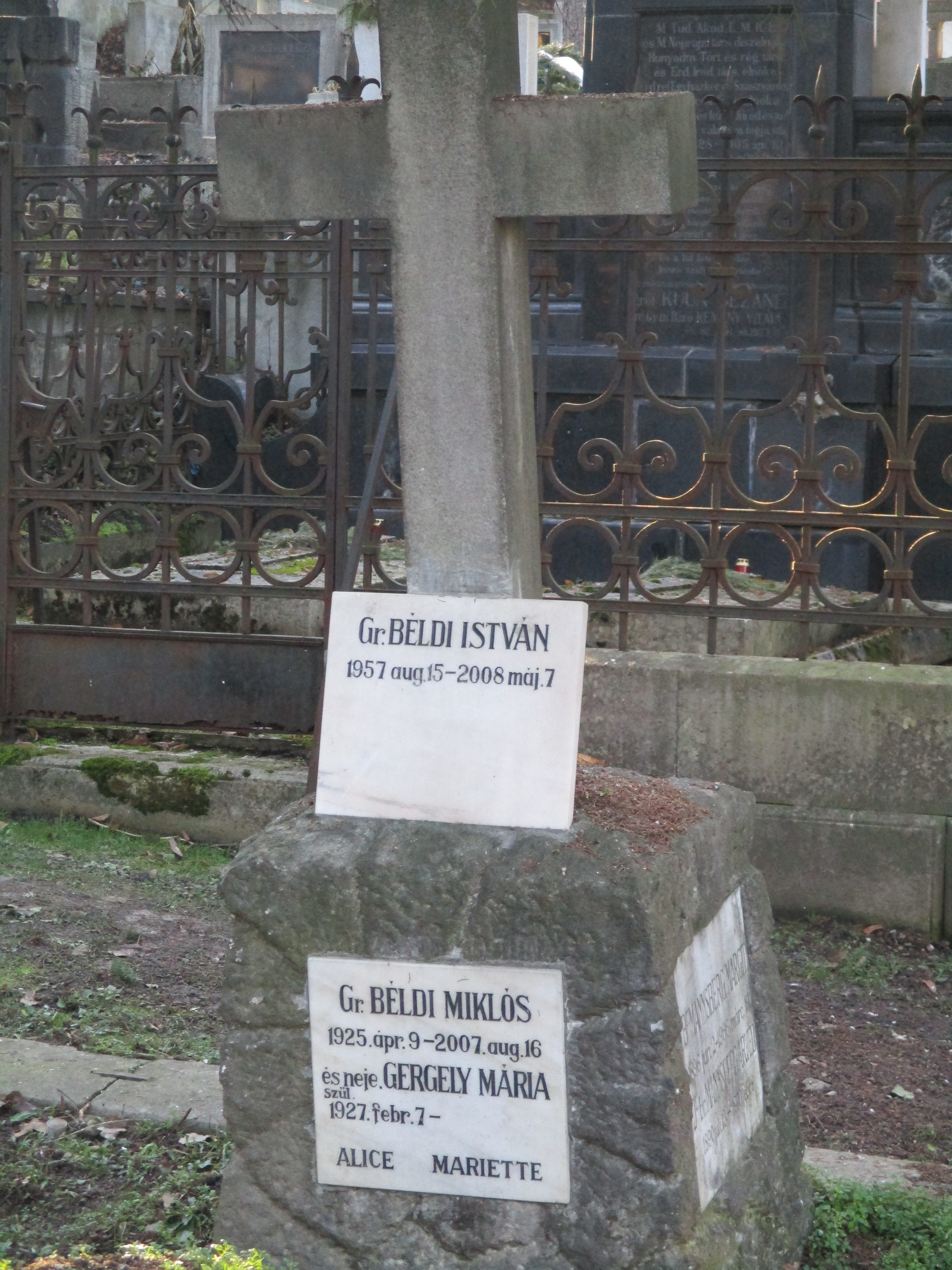
Sírja a Házsongárdi temető lutheránus részében

Béldi Miklós (Dicsőszentmárton, 1925. április 9. – Kolozsvár, 2007. augusztus 16.) magyar pedagógus, ornitológus. Arisztokrata származású, teljes  neve Id. gróf Béldi Miklós. Leszármazottja annak a Béldi Ferencnek, akivel Bölöni Farkas Sándor az 1830-as években Nyugat-Európát és Észak-Amerikát bejárta.

## Életútja
Kolozsvárt végezte a középiskolát, a Bolyai Tudományegyetemen szerzett tanári diplomát. Az egyetemre felvették gyakornoknak, de nemesi származása miatt nem maradhatott, doktorálni nem engedték.
1969-től a Román Ornitológiai Központ munkatársa.
Szucságon tanított általános iskolában, onnan is vonult nyugalomba, s a továbbiakban Kolozsvárott élt családjával. Szucságon is érték megaláztatások, elküldték pár évre fizikai munkára, aztán újra visszakerült az iskolába, ahol különösen kiemelkedő tanár-egyéniségként tartják azóta is számon.
Írásaival a természetjárást igyekezett fellendíteni, a természetismeretet előmozdítani, ember és táj meghitt kapcsolatát elmélyíteni. Arisztokrata származásával a rendszerváltás után sem nem dicsekedett, s nem politizált. Családjának és a tudománynak élt. Ő a szellem arisztokratája volt, írta Fodor Sándor a nekrológjában.

## Munkássága
Szucságon biológia szakos tanárként, ornitológusként megszervezte az Aquila Természetbarátok Körét, melynek tagjaival 1973 és 1987 között tizenöt expedíciót szervezett a Kárpátokban.
Többek közt az ő tapasztalataira, tanulmányaira támaszkodva nyert bizonyítást az, hogy az erdélyi nyelvjárási egérispán madárnév a nagy őrgébicset jelenti.
Írásai jelentek meg a Magyar Madártani Intézet Aquila című folyóiratában.
Kötetei:
- Ismerjük meg a madarakat (Bukarest, Ifjúsági Kiadó, 1959; 2. kiadás 1962)
- Madarász szemmel a Kárpátokban (Kolozsvár, Dácia Könyvkiadó, 1970)
- Madárhatározó. Románia Szocialista Köztársaság madarai; Dacia, Kolozsvár-Napoca, 1980
- Élet az erdőben; Kriterion, Bucureşti, 1989 (KKK)
- Egy esztendő a madarak világában (Kolozsvár, Stúdium, 1995)
- Európa vízimadarai. Az európai tengerek, tengerpartok és belső vizek madarai (Bukarest–Kolozsvár, Kriterion, 1999)
- Az erdélyi havasok ösvényein (Kolozsvár, Tinivár, 2005)

## Külső hivatkozások
- Béldi Miklós: Madárelőfordulási adatok Erdélyből, in Aquila a Magyar Madártani Központ folyóirata, 59/62 sz., 1952-1955, EPA